# Philipp Jakob Schröter
Philipp Jakob Schröter (* 8. Juli 1553 in Wien; † 31. Mai 1617 in Jena) war ein deutscher Mediziner.

## Leben
Schröter war der Sohn des Jenaer Medizinprofessors Johannes von Schröter und dessen Frau Ursula Großhaupt. Nach anfänglicher Vorprägung durch seinen Vater, erwarb er sich 1567 das Baccaulaurat der Philosophie an der Universität Jena. Zwischenzeitlich hatte er seine Studien an der Universität Leipzig fortgesetzt, wo er sich möglicherweise den akademischen Grad eines Magisters der Philosophie zugelegt haben kann. Er hielt sich auch eine Zeit lang in Padua auf, wo er sich am Ende 1574 immatrikulierte. 1576 erwarb er sich das Baccaulaurat der medizinischen Wissenschaften in Jena und unternahm danach eine Kavaliersreise, welche ihn nach Italien führte.
Nach Jena zurückgekehrt, absolvierte er am 19. Juni 1581 bei Andreas Ellinger seine Inauguraldisputation de Febri ardente und wurde daraufhin zum Doktor der Medizin promoviert. Am 29. März 1582 wurde er zum Professor an der medizinischen Fakultät der Universität Jena berufen. Als 1583 sein Bruder Johann Friedrich Schröter (1559–1625) in den Lehrkörper der Hochschule aufgenommen wurde, rückte er in die zweite medizinische Professur auf und 1612 in die erste Professur der Medizin. Zudem beteiligte er sich an den organisatorischen Aufgaben der Jenaer Hochschule und war in den Wintersemestern 1584, 1594, 1600, 1606, 1612 Rektor der Universität. Nachdem er gestorben war, wurde sein Leichnam am 3. Juni 1617 in Jenaer Stadtkirche St. Michael begraben.

## Familie
Schröter heiratete am 10. September 1593 in Jena mit Margaretha Sehling  (* 1574 in Schneeberg; † 14. August 1635 ebenda) die Tochter des Schneeberger Stadtrichters und Kaufmanns Hans Sehling und dessen Frau Eva von Iphoffen. Aus der Ehe gingen drei Söhne und vier Töchter hervor. Von den Kindern kennt man:
- Philipp Jacob Schröter (1600 an der Universität Jena immatrikuliert)
- Johann Wolfgang Schröter (1606 bis zum Wintersemester 1612 an der Universität Jena immatrikuliert)
- Johann Friedrich Schröter († 11. November 1625 in Jena) Dr. med.
- Anna Schröter († jung)
- Margaretha Schröter (verheiratet seit dem 3. Februar 1612 mit dem Pfarrer und Superintendenten in Münder/Braunschweig Magister Johannes Neomarius, auch Neumeyer, * 1579; † 26. November 1646)
- Maria Schröter (* 12. Januar 1600 in Jena; † 25. Juli 1665 in Dresden, verheiratet am 1. November 1619 mit dem Leibarzt in Rochlitz Johannes Nester)
- Barbara Elisabeth Schröter (* 1612 in Jena; † 29. November 1645 in Schneeberg, verheiratet seit September 1628 mit dem Bürger und Fundgrübner in Schneeberg Ulrich Röhling)

## Schriften (Auswahl)
- De febri Ardente. Jena 1581
- De arthritide. Jena 1584
- De fluxu hepatico. Jena 1610 (Online)